# Cristelo (Barcelos)
Cristelo é uma povoação portuguesa sede da Freguesia de Cristelo do Município de Barcelos, freguesia com 7,72 km² de área e 1657 habitantes (censo de 2021), tendo, por isso, uma densidade populacional de 214,6 hab./km².

## Demografia
A população registada nos censos foi:
| Distribuição da População por Grupos Etários | Distribuição da População por Grupos Etários | Distribuição da População por Grupos Etários | Distribuição da População por Grupos Etários | Distribuição da População por Grupos Etários |
| -------------------------------------------- | -------------------------------------------- | -------------------------------------------- | -------------------------------------------- | -------------------------------------------- |
| Ano                                          | 0-14 Anos                                    | 15-24 Anos                                   | 25-64 Anos                                   | > 65 Anos                                    |
| 2001                                         | 404                                          | 354                                          | 947                                          | 212                                          |
| 2011                                         | 323                                          | 269                                          | 1027                                         | 256                                          |
| 2021                                         | 179                                          | 235                                          | 904                                          | 339                                          |

## Festividades populares
- Festa do Senhora do Rosário

## Política

### Eleições autárquicas
| Data | %       | V       | %      | V      | %     | V  | %       | V       |
| Data | PPD/PSD | PPD/PSD | CDS-PP | CDS-PP | PS    | PS | PSD-CDS | PSD-CDS |
| ---- | ------- | ------- | ------ | ------ | ----- | -- | ------- | ------- |
| 1976 | 55,34   | 4       | 39,97  | 3      |       |    |         |         |
| 1979 | 53,94   | 6       | 35,88  | 3      |       |    |         |         |
| 1982 | 69,94   | 10      | 25,09  | 3      |       |    |         |         |
| 1985 | 41,22   | 4       | 17,08  | 1      | 40,26 | 4  |         |         |
| 1989 | 54,84   | 5       |        |        | 43,79 | 4  |         |         |
| 1993 | 48,23   | 5       | 16,24  | 1      | 32,19 | 3  |         |         |
| 1997 | 43,87   | 4       |        |        | 54,09 | 5  |         |         |
| 2001 | 28,79   | 3       | 8,20   | -      | 61,59 | 6  |         |         |
| 2005 | 40,80   | 4       |        |        | 56,62 | 5  |         |         |
| 2009 | 49,73   | 5       | 48,11  | 4      |       |    |         |         |
| 2013 |         |         |        |        | 35,06 | 3  | 59,77   | 6       |
| 2017 | 39,56   | 4       | 56,54  | 5      |       |    |         |         |